# جمعية الإرشاد والإصلاح
جمعية الإرشاد والإصلاح هي جمعية  جزائرية غير حكومية ذات طابع اجتماعي تربوي ثقافي ,واعتمدت من قبل وزارة الداخليةتحت رقم 0053  بتاريخ  11 سبتمبر سنة 1989 ، 

## التأسيس
بعد صدور الدستور الجديد سنة 1989 والذي نص على التعددية السياسية في الجزائر في عهد الشاذلي بن جديد، بادر الشيخ محفوظ نحناح ورفيقه الشيخ محمد بوسليماني مع ثلة من إخوانهما إلى تأسيس جمعية خيرية غير حكومية باسم جمعية الإرشاد والإصلاح فكانت أول جمعية وطنية يتم تأسيسها في ظل الإصلاحات السياسية التي شهدتها الجزائر بعد مظاهرات سنة 1988. بعدما بادر الشيخ نحناح إلى تأسيس حزب سياسي (حركة المجتمع الإسلامي حماس ) واصل الشيخ محمد بوسليماني رئاسة الجمعية إلى غاية اختطافه واغتياله من طرف الجماعات المسلحة، حيث لا يعرف تاريخ اغتياله بالضبط ،إذ  تم اختطافه أواخر شهر نوفمبر 1993 و لم تكتشف جثته إلا في أواخر شهر يناير 1994. ترأس الجمعية بعدها كل من حمو مغارية و عيسى بلخضر و ناصر الدين شقلال ثم  نصر الدين حزام ثم المكي قسوم الذي لا يزال رئيسا لها إلى غاية الآن .
تتوفر الجمعية حاليا على 58 مكتبا ولائيا وقرابة من 700 فرع منتشر في مختلف مناطق الجزائر.
اعتمدت الجمعية من طرف وزارة الداخلية في نفس العام بتاريخ 11 سبتمبر  تحت رقم :0053/. 

## أهدافها
- المساهمة في البناء الحضاري للأمة وتنمية شخصيتها بما يتماشى ومتطلبات العصر في إطار الثوابت الوطنية.
- العمل من أجل جمع الأمة حول المبادئ التي تضمن الوحدة ومناصرة الحق والعدل في ظل القيم النبيلة والعمل على نشر ثقافة السلم ورعاية حقوق الإنسان.
- العمل على ترقية المرأة وتفعيل دورها الحضاري، وحماية الأسرة الجزائرية وتثمين رصيدها.
- المساهمة في حماية الطفولة من كل الأضرار الجسمية الفكرية والنفسية، والعمل على توفير أماكن ووسائل الوقاية والحماية والتربية والترفيه (كالنوادي والمؤسسات ومراكز استقبال ورعاية الطفولة ورياض الأطفال)
- المساهمة في تنمية المجتمع بالاعتناء بالشباب من خلال توفير أماكن الترفيه والتسلية وإعداد برامج تربوية وعلمية وصحية ورياضية.
- العمل على خدمة المجتمع بإنشاء المرافق الخيرية الصحية منها والتعليمية وغيرها، وحمايته من الآفات والانحرافات والأخطار من خلال عمل اجتماعي فعال .
- المساهمة في الحملات الإغاثية والتضامنية وطنيا ودوليا.
- المساهمة في تنمية وتطوير الحرف والصناعات التقليدية وتفعيل الإنتاج الأسري في إطار برامج التكوين المهني بالتنسيق مع الهيئات الرسمية.
- المساهمة في ترقية تعليم القرآن وإنشاء المدارس القرآنية والمعاهد، والعناية بالسنة النبوية وخدمتها.
- المساهمة في محو الأمية، والعمل على تحديث الطرائق والوسائل .
- دعم تعميم استعمال اللغة العربية، وتشجيع تعلم اللغات الأخرى .
- تشجيع الإبداع الفكري والثقافي والمحافظة على الموروث الوطني وإصدار مجلة تعنى بذلك.
- القيام بالنشاطات التي تخدم أهداف ومبادئ الجمعية، والتعاون مع كافة الجمعيات والمنظمات الوطنية والدولية والهيئات المعنية والانخراط فيها وفق القوانين المعمول بها.
- الاهتمام بالجالية الجزائرية بالخارج وتمكينها من المشاركة في تحقيق أهداف الجمعية .
- المساهمة في حماية المحيط ونشر الثقافة البيئية في أوساط مختلف فئات المجتمع.

## نشاطاتها
- نشاطات تربوية فتحت فيها الجمعية العشرات من روضات الأطفال .
- كتاتيب تعليم القرآن الكريم .
- الورشات المهنية .
- العناية باليتامى وإطعام الصائمين وكفالة المحتاجين .
- فتح مكاتب وفروع مست جميع ولايات الوطن .
- إقامة مخيمات صيفية للترفيه والتكوين والتثقيف .
- تزويج الشباب للقضاء على العزوبية العنوسة .
- تشجيع النشاطات الرياضية والأعمال الفنية الهادفة .
- اهتمام الجمعية بالجزائر وأبنائها لم يمنعها من المشاركة الوحدانية لأبناء الأمة العربية والإسلامية في قضاياها المصيرية وعلى رأسها قضية فلسطين، وكذلك بالقضايا العادلة في الدول الإسلامية اين يتم برمجة وتشكيل عدة قوافل دولية لدعمها وتغطية جانب من احتياجات المسلمين فيها.